# Ferenc Nopcsa
Dans le nom hongrois Nopcsa Ferenc, le nom de famille précède le prénom, mais cet article utilise l’ordre habituel en français Ferenc Nopcsa, où le prénom précède le nom.
Franz Nopcsa von Felső-Szilvás, dit Ferenc Nopcsa (prononcer "Nopcha"), né le 3 mai 1877 à Négyfalu (Săcele en Transylvanie) et mort le 25 avril 1933 à Vienne, est un aventurier transylvain, à la fois paléontologue, géologue, ethnologue de renom et agent secret austro-hongrois. Il est l'un des fondateurs de la paléoécologie et de l'albanologie.

## Biographie

### Origines
Ferenc (ou Franz, François, Francisc) est un baron hongrois de Transylvanie ayant des origines roumaines et polonaises. Du côté de son père, sa famille remonte à Ioan (János, Iván), noble roumain orthodoxe qui en 1367 avait reçu du voïvode Miklós Lackfi (ou Nicolae Lațcu, Nikola Lacković, Nicolaus Latzkow), alors Prince de Transylvanie, des domaines à Silvaș (graphié Zylwas). Ses descendants se convertissent au catholicisme aux alentours de 1700 et sont ainsi intégrés à la noblesse hongroise. Sujets austro-hongrois, ses ascendants comptent aussi des chefs de bandes armées qui se livrèrent au brigandage au détriment des Ottomans dans les Balkans
Le grand-oncle de Franz, Elek (né vers 1794), accéda aux plus hauts honneurs : főispán de Hunyad, conseiller impérial et royal, chancelier de Transylvanie, Chevalier de l'Ordre de Saint-Étienne de Hongrie, Grand-Croix de l'Ordre impérial de Léopold et baron de la Cour impériale. Elek Nopcsa (1848-1918), créé baron de Felső-Szilvás (Silvașu-de-Sus) en 1852, et Matilda (1852-1938), née Żeleńska, dont le père, le comte polonais Żeleński, avait épousé une hongroise, furent les parents de Franz.
En 1868, le frère d'Elek et oncle de Franz, également prénommé Franz (1815–1904), était főispán (préfet) du comitat de Hunyad (Hunedoara) et grand-maître (főudvarmester en hongrois) de la maison de l'impératrice Élisabeth (« Sissi »). La famille, qui possédait de grandes propriétés dans le comitat de Hunyad et plusieurs manoirs, résidait le plus souvent dans ceux de Szentpéterfalva (Sân-Petru) à Őraljaboldogfalva (Sântă-Măria-Orlea) et de Farkadin (Fărcădin). Les Nopcsa avaient aussi des résidences secondaires à Budapest et à Vienne,.

### Débuts
En 1895, Ilona (ou Ileana, 1883-1952), la jeune sœur de Ferenc Nopcsa, découvre des os fossiles de dinosaures près de Szentpéterfalva (Sânpetru), dans le bassin de Hațeg. C'est le point de départ de la vocation en paléontologie de Nopcsa, qui sera docteur ès sciences de l'université de Vienne à l'âge de 22 ans. Il décrit, le premier, les fossiles du bassin de Hațeg et présente dès 1899 son premier crâne d'hadrosaure (dinosaure « à bec de canard » de la fin du Crétacé) devant l'Académie de Vienne, alors qu'il n'est qu'en deuxième année d'université.
Puis il organise plusieurs campagnes de fouilles autour des sites de Szentpéterfalva (Sânpetru), Uncsukfalva (Unciuc) ou Szálláspatak (Sălaș) proches de son manoir. Il découvre notamment la formation de Sânpetru avec des dinosaures nains, dont Magyarosaurus dans la région de Vajdahunyad (Hunedoara) : le bassin de Hațeg était en effet, au Crétacé, une île tropicale entourée par les extensions peu profondes de l'océan Téthysien dont la Méditerranée, la mer Noire et la mer Caspienne sont les derniers avatars. Il y trouve aussi des œufs de dinosaures, de petits reptiles, des petits mammifères de l'époque, et des poissons. 

### Agent secret et ethnologue

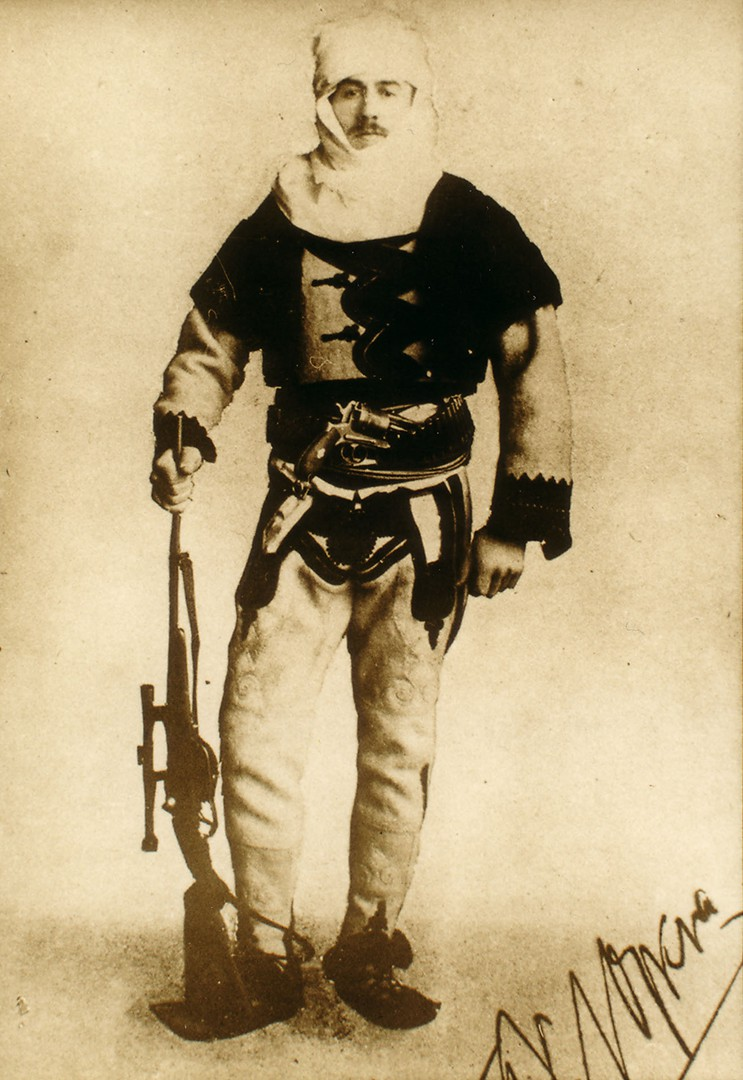
Franz Nopcsa en costume traditionnel albanais en 1915 (avec un fusil de tireur d'élite).

En 1912, lors de la première Guerre balkanique, l'Autriche-Hongrie, dans le cadre de sa politique du Drang nach Osten, cherche à empêcher la Serbie de parvenir à la mer Adriatique. Entre la Serbie et la mer, des montagnes peuplées d'Albanais se dressent, mais ces derniers sont divisés en clans rivaux, opposés par d'antiques vendettas, et divers aussi bien linguistiquement que religieusement (certains sont musulmans, d'autres orthodoxes, d'autres encore catholiques). Pour les unir, la monarchie des Habsbourg y envoie Nopcsa, brillant scientifique polyglotte, qui y apprend très vite les deux langues guègue et tosque (il parle déjà hongrois, allemand, latin, grec, roumain, serbo-croate, et bien sûr français et anglais).
En Albanie, Nopcsa se comporte à la fois en scientifique (il publie plus de cinquante études ethnographiques illustrées, sur les us, coutumes, langues, musiques et histoire des Albanais), en agent secret (il remplit sa mission et fédère les chefs albanais en une classe politique cohérente) et en homme de passions (il devient un ardent défenseur de la cause albanaise et tombe éperdument amoureux de son secrétaire Bajazid Elmaz Doda (en), rencontré en 1906 à Bucarest en Roumanie, qui deviendra son compagnon pour la vie).
L'action de Nopcsa contribue à la proclamation de l'indépendance de la Principauté d'Albanie : l'objectif de l'Autriche-Hongrie est atteint. Dans son journal intime, Nopcsa se dit qu'il pourrait faire un bon monarque pour le nouvel État. Il porta sa candidature au nouveau trône d'Albanie au congrès de Trieste du 27 février au 7 mars 1913, mais comme il n'était « que » baron, celle-ci fut ridiculisée, les grandes puissances européennes offrant le trône d'Albanie au prince Guillaume de Wied. 
Durant la Première Guerre mondiale, Nopcsa rassemble un corps de volontaires Albanais qui combattent contre les Alliés, mais l'Autriche-Hongrie figure au rang des vaincus et disparaît en tant qu'État. Il doit quitter l'Albanie définitivement (avec Bajazid).

### Carrière scientifique

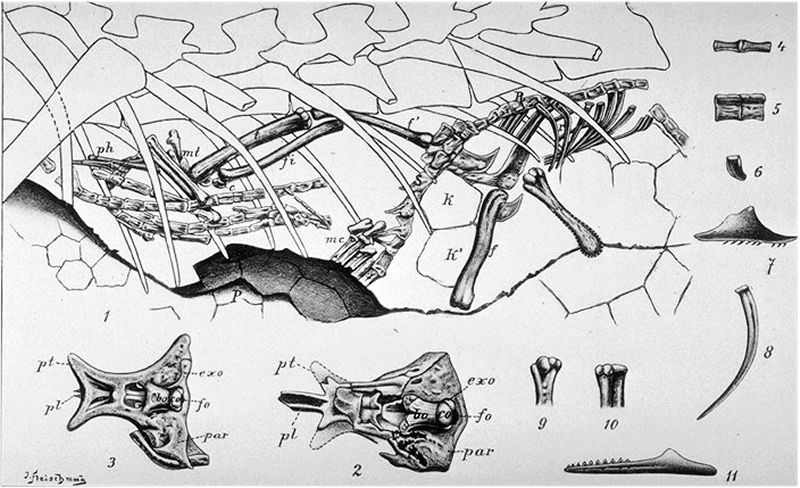
Dessin de Nopcsa représentant un fossile de Compsognathus datant de 1903.

Nopcsa poursuit une carrière scientifique remarquable en paléontologie. Dans le bassin de Hațeg, son pays natal, les paysans roumains creusent, Nopcsa classe, reconstitue, décrit, dessine et publie. Il identifie et nomme cinq nouvelles espèces de dinosaures, certains sauropodes, d'autres ornithopodes, d'autres encore cuirassés (ankylosauridés). Il est le premier paléontologue à mettre en évidence des formes petites et rapides de dinosaures[réf. souhaitée]. Cela lui suggère l'hypothèse, audacieuse pour l'époque mais acceptée de nos jours, que les oiseaux sont les descendants des dinosaures.
Les travaux de Nopcsa montrent que cette faune, isolée sur son île (l'Europe du Crétacé supérieur ressemblait à l'Indonésie d'aujourd'hui), avait développé un nanisme insulaire, comme les éléphants nains de Sicile au Cénozoïque. Il fait une étude paléo-écologique complète de cette biocénose, et publie des dizaines d'articles à ce sujet. Nopcsa compare cette faune avec celles de l'Amérique du Nord, et comprend avant l'heure, comme Emil Racoviță et René Jeannel, qu'Alfred Wegener a raison : les continents étaient bien réunis avant de dériver.
Nopcsa fut également un important géologue, avec des découvertes et des descriptions des Balkans et notamment du Nord de l'Albanie. C'est d'ailleurs la géologie qui l'amena à gravir pour la première fois, le 26 août 1907, le Maja e Radohimës, un des sommets du massif du Prokletije, en Albanie septentrionale.

### Fin de vie
Les années 1918-1921 voient la dislocation de l'Autriche-Hongrie, le rattachement de la Transylvanie à la Roumanie, l'institution du suffrage universel et l'émancipation des paysans roumains qui réclament aux aristocrates hongrois le partage des terres : la réforme agraire de 1921 y pourvoit. Le monde de Nopcsa s'effondre : privé de son domaine, et donc de ses revenus, devenu un étranger dans son pays natal (il a choisi de garder la nationalité hongroise), il doit quitter la Transylvanie et travailler comme salarié en tant que directeur de l'Institut hongrois de géologie, à Budapest. Il est membre de l'Académie hongroise des sciences et de la Société géologique de Londres, et voyage beaucoup. Mais il ne s'adapte pas aux contraintes du salariat et il est limogé. Prodigue et couvert de dettes, il vend ses collections au musée d'histoire naturelle de Londres qui acquiert en plusieurs lots les fossiles de Hațeg.
Refusant de réduire son train de vie, il finit ruiné et, après avoir empoisonné son compagnon Bajazid Doda, il se suicide d'une balle dans la tête, en 1933 à Vienne.

## Héritage
La plupart de ses manuscrits, notes et schémas datant de sa mission en Albanie, non publiés, deviennent la propriété du magnat albanais Midat Frashëri : lors de l'exil de ce dernier, le régime communiste d'Enver Hoxha les met sous séquestre. Ils se trouvent aujourd'hui à la Bibliothèque nationale albanaise. Seule une faible part de ces travaux a pu être étudiée par l'albanologue Norbert Jokl.
La principale contribution de Nopcsa en paléontologie (et plus précisément en paléobiologie, dont on peut considérer qu'il est le fondateur) est qu'il fut parmi les premiers à reconstituer la forme musculaire des animaux d'après leurs os fossiles, d'où il déduisit la physiologie et le mode de vie de ces espèces, reconstituant ainsi leur paléoécologie. À une époque où tous les paléontologues décrivaient les dinosaures comme des reptiles lents et stupides, il fut le premier à suggérer que les archosaures soignaient leur progéniture, avaient des relations sociales complexes, étaient peut-être homéothermes, et qu'ils sont les ancêtres directs des oiseaux. La communauté scientifique internationale n'admettra tout cela, ployant sous le poids des preuves, que sept décennies plus tard.

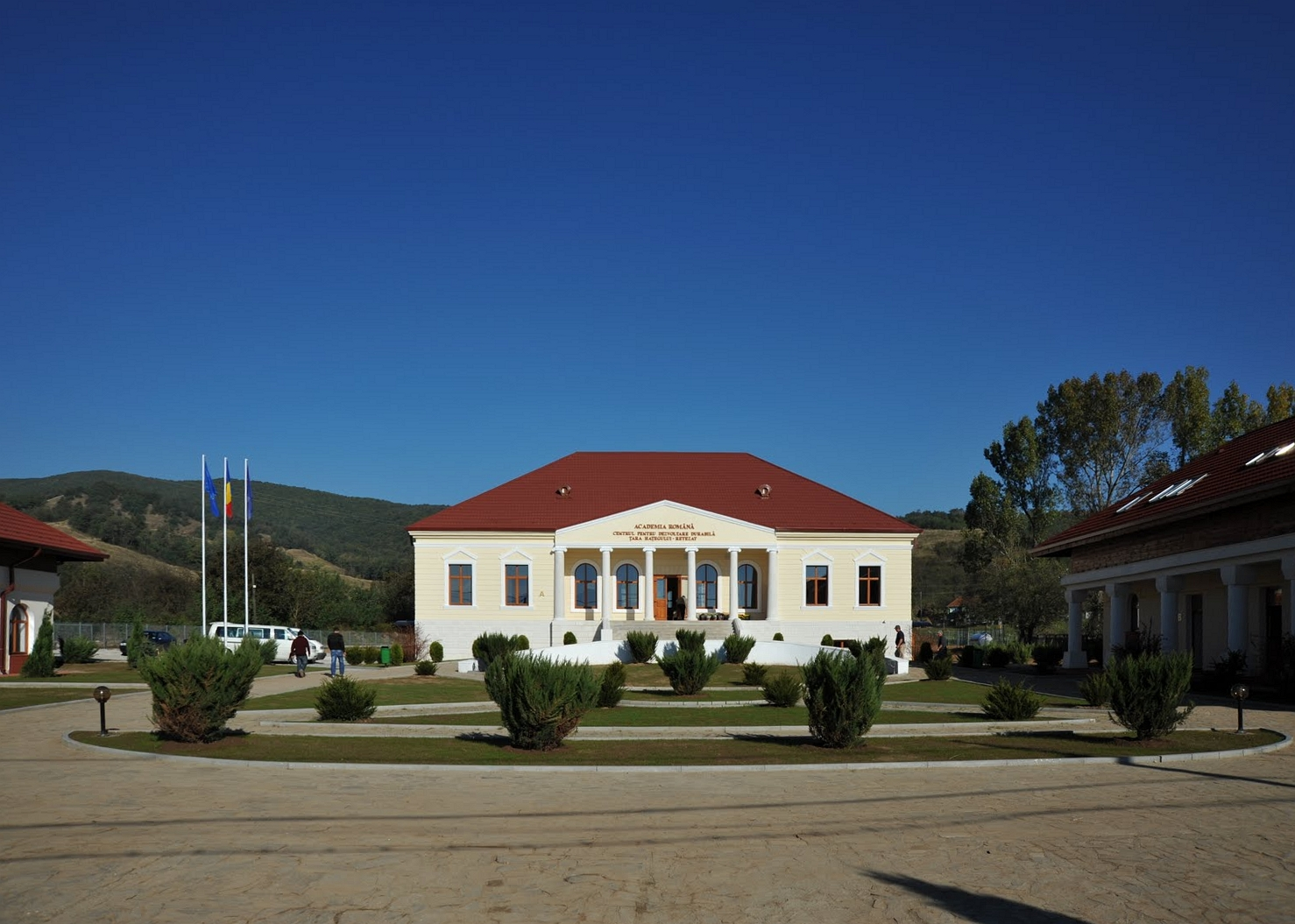
Le manoir de Franz Nopcsa à Fărcădin.

Nopcsa émit également l'hypothèse que les dinosaures pouvaient présenter un dimorphisme sexuel. Il pensait que chez les hadrosaures tels Kritosaurus, Parasaurolophus, Saurolophus ou Lambeosaurus, les crêtes crâniennes faisant office de chambre de résonance des fosses nasales, étaient le propre des mâles qui devaient s'en servir pour émettre des « chants » destinés à attirer les femelles.
Pour toutes ces raisons, il est considéré comme le père de la paléoécologie. À la fin de sa vie, il légua ce qui restait de ses collections au Muséum de Budapest (Magyar Természettudományi Múzeum), en Hongrie. Des scientifiques roumains reprirent ses fouilles, bientôt interrompues par la guerre et la venue du stalinisme ; elles ne seront remises en chantier que dans les années 1970. Les fossiles recueillis sur ce site depuis lors sont exposés à Deva et au muséum de Bucarest.
Son manoir, situé dans le village transylvain de Fărcădin, sera offert après la Première Guerre mondiale par le gouvernement roumain au général français Henri Berthelot dont la mission en Roumanie avait sauvé ce pays d'une occupation austro-allemande totale : Fărcădin sera même rebaptisé en « General Berthelot ». Le gouvernement de la République populaire roumaine le débaptise et laisse le manoir à l'abandon. Après la révolution de 1989, les noms sont rétablis et, en 2008, le manoir de Nopcsa et ses dépendances sont restaurés et abritent désormais le Centre de développement durable « Nopcsa Ferenc » du pays de Hațeg et du Retezat.